# Pokoli szomszédok (televíziós sorozat)
A Pokoli szomszédok (eredeti cím: Neighbors from Hell) amerikai televíziós rajzfilmsorozat, amelyet az Egyesült Államokban a TBS csatornán mutattak be 2010-ben. Magyarországon a Comedy Central vetítette 2012. február 7-étől. A sorozat egy démoncsaládról szól, akik a pokolból jöttek, és akiket maga a Sátán küldött azért, hogy leállítsák az embereket, akik egy hatalmas fúrót terveznek, amely veszélyeztethetné az Alvilágot.

## Epizódok
| #  | Magyar bemutató | Magyar cím                       | Angol cím                           |
| -- | --------------- | -------------------------------- | ----------------------------------- |
| 1  | 2012.02.07.     | Nefolfurfurmapmeha               | Snorfindesdrillsalgoho              |
| 2  | 2012.02.14.     | Pokoli klubdélután               | Country Club Hell                   |
| 3  | 2012.02.21.     | Meleg mexikói vámpír             | Gay Vampire Mexican                 |
| 4  | 2012.02.28.     | Ingoványos Talajon               | Screw the EPA                       |
| 5  | 2012.03.06.     | Családi látogatás                | Family from Hell                    |
| 6  | 2012.03.13.     | Fegyvert korcsért                | Guns for Mutts                      |
| 7  | 2012.03.20.     | Robert, a sértegető, fogyi Robot | Robert the Insult Weight Loss Robot |
| 8  | 2012.03.27.     | Farkaserő                        | Wolf Power                          |
| 9  | 2012.04.03.     | Attila, a gazfickó               | Attila the Rascal                   |
| 10 | 2012.04.10.     | A tuti 15.                       | Fantastic 15                        |

## Magyar változat
A szinkront a Comedy Central megbízásából a Pannónia Sound System készítette.
Magyar hangok
- Csőre Gábor – Pazuzu